# Hamburger Dialekt
Der Begriff Hamburger Dialekt kann drei Großdialekte in zwei verschiedenen Sprachen bezeichnen, wobei es sich beim Niederdeutschen um eine eigenständige Sprache, nicht um einen Dialekt handelt.

## Plattdeutsch
Die ursprüngliche Sprache Hamburgs war nicht Hochdeutsch, sondern Hamburger Platt, eine Variante des Niederdeutschen (Plattdeutschen). In der Hansezeit waren die nahe verwandten niederdeutschen Dialekte Hamburgs und Lübecks lingua franca Nord- und Mitteleuropas und wurden von England bis Russland verwendet. Insbesondere die skandinavischen Sprachen bewahren noch heute Lehnwörter aus dem Plattdeutschen. Im Mittelalter und bis in die Neuzeit war das Niederdeutsche neben dem Lateinischen in Hamburg Schriftsprache und wurde auch für amtliche Schriftstücke verwendet, darunter die frühesten schriftlichen Verfassungsdokumente Hamburgs. Diesen Status verlor es im 16. Jahrhundert an das Hochdeutsche. Auch heute noch wird in Hamburg Plattdeutsch in mehreren verschiedenen lokalen Dialekten gesprochen, z. B. Finkwarder Platt oder Veerlanner Platt (mit etlichen Unterdialekten).
Der Wortschatz des Hamburger Platts wird beschrieben im Hamburgischen Wörterbuch.

## Missingsch
Der hochdeutsch geprägte Hamburger Regiolekt ist Missingsch – nicht zu verwechseln mit Plattdeutsch. Missingsch ist – wie der Name scheinbar (in der Volksetymologie) als Abkunft von Messing als Legierung andeutet – ein Gemisch aus Standarddeutsch und Plattdeutsch. In Wirklichkeit wird überwiegend angenommen, dass Missingsch der Hamburgische Begriff für Meißnerisch war, also die Meißner Kanzleisprache, aus der Hochdeutsch hervorgegangen ist. Die Grammatik ist vorwiegend niederdeutsch, das Vokabular eine Mixtur aus Hochdeutsch mit niederdeutschen Ausdrücken.

## Hochdeutsch
Heute wird in Hamburg fast ausschließlich Hochdeutsch gesprochen. Das typische „Hamburger Deutsch“ weist aber regionale Besonderheiten in Wortschatz, Grammatik und Aussprache auf, die in ähnlicher Form in fast ganz Norddeutschland verbreitet sind, so z. B. auch im modernen Bremer Dialekt.
Aussprache
• Im Hamburgischen wird [l] vor [ç] als [j] realisiert. So wird „Milch“ zu „Mijch/Miich“, „Dolch“ zu „Dojch“; „Seuche“ und „solche“ sind im Hamburgischen Homophone.
• [g] am Silbenende und vor Konsonant wird – wie im mittel- und norddeutschen Raum üblich – häufig als [ç] oder [χ] realisiert. Dies kann auch vor stimmlosen Konsonanten stattfinden, was tendenziell aber weniger häufig anzutreffen ist (z. B. „schweigt“ → „schweicht“, „liegt“ → „liecht“; „herausragt“ → „herausracht“, „gesagt“ → „gesacht“); s. u. „Lenisierung“.
• Ein langes [a] im Hochdeutschen wird in Hamburg häufig kurz und breit: „Rad“, „Glas“, „Tag“, „Jagd“ werden zu „Ratt“, „Glass“, „Tach“, „Jacht“.
• Das Hamburgische kennt nicht nur das kurze, breite [a], sondern auch ein langes, dunkles [ɑ], z. B. wird „Kahn“ zu „Kåhn“.
• Der hochdeutsche Diphthong [aɪ] wird häufig mit einem dunklen a begonnen [ɑɪ].
• Eine Besonderheit des Hamburgischen ist der „Hamburger Schleifton“. Als Schleifton werden die überlangen Vokale bezeichnet, die das markante „Dehnen“ und „Strecken“ von Ur-Hamburgern ausmachen. So werden z. B. [ɔɪ] zu [ɔːɪ] und [uː] zu [uuː] („Mut“ vs. „Muut“). Besonders deutlich wird der Schleifton bei Wörtern, die sonst in [ə] enden, wie „Leute“. Hier wird aus „Leute“ [ˈlɔɪtə] „Loidee“ [ˈlɔːɪdeː]. Der Schleifton wird am „eu“ und am „e“ hörbar, die Lenisierung zusätzlich am „t“.
• Ein [ʃ] vor einem [p] oder [t] wird in Hamburg häufig als [s] gesprochen. Hierzu gibt es auch das Sprichwort „übern spitzen Stein stolpern [ˈybɛrn ˈspɪtsn staen ˈstɔɫpɛɺn]“.
• Seltener werden lange Vokale nicht nur überlang, sondern auch (wie im Plattdeutschen) leicht diphthongiert ausgesprochen, so dass „Beet“ wie „Beeyt“ und „erlebt“ wie „erleeybt“ klingt.

### Lenisierung
Sehr häufig ist auch die binnendeutsche Konsonantenschwächung („Lenisierung“) der Plosivlaute bzw. Fortes g und t zu ch und d, wenn diese stimmlos sind (kenntlich etwa an Wörtern wie Hamburg → Hamburch, Krieg → Kriech, Leute → Leude, bitte → bidde für t → d), wobei bei Fremdwörtern generell eine genauere Aussprache eingehalten wird, sowie die Verschmelzung (Kontraktion) von st bzw. sd zwischen zwei Vokalen zu einem scharfen ss (hast du → hassu, musst du → mussu, ist das → issas) dort, wo etwa das Berlinerische den zweiten Vokal zu einem kurzen e macht (hast du → haste, musst du → musste), was mit der generellen Weglassung von t bei Wörtern wie nicht → nich, ist → is zusammenhängt. Ähnlich verschmelzen auch habe ich → habbich und haben wir → hamma (siehe Beispiel oben).

### Einfluss des Plattdeutschen
Das Hamburger Hochdeutsch zeigt im Wortschatz, in der Grammatik und in der Aussprache den Einfluss des Niederdeutschen. Niederdeutsche Wortformen und Vokabeln haben im Hochdeutschen in der Regel umgangssprachlichen Charakter. Hierzu zählen zum Beispiel:
- dat, wat
- Büx, Buxe („Hose“)
- Deern („Mädchen“)
- klönen („plaudern“)
- lütt („klein“)
- man („(ein)mal“, „nur“)
- Schiet („Scheiße“)
- schnacken („sich unterhalten“, „Unsinn reden“)
- tüdern, (fest)tüdeln („anbinden“)[2]
- (rum)tüdeln (faseln, flunkern, quatschen, rumspinnen, leicht verwirrt reden)[3]
- dröge („trocken“, „langweilig“)
- plietsch („schlau“, „aufgeweckt“)

In der Umgangssprache können Adverbien zu Adjektiven verwandelt werden: So sind zum Beispiel „zue (geschlossene) Türen“, „auffe (geöffnete) Fenster“ oder „appe (abgetrennte) Beine“ anzutreffen.
Spezifisch niederdeutsche Syntax findet sich etwa in:
- der Bevorzugung von das anstelle von es, zum Beispiel: „Wie spät ist das?“.
- der Auseinanderreißung (Tmesis) von Adverbien wie dafür → da … für („Da kann ich nix für.“ oder „da nich für“), darauf → da … drauf („Da komm’ ich nich drauf.“). Im Standarddeutschen gibt es etwas Ähnliches nur bei trennbaren Verben (hingehen → „Ich gehe dort hin“).

Das ursprüngliche Niederdeutsche in Hamburg kannte kein anlautendes sch vor Konsonanten und hatte stattdessen ein scharfes s. Allerdings nur noch sehr vereinzelt und als Überbleibsel aus dem früher häufiger gesprochenen Missingsch sind Artefakte wie ein scharfes s bei st oder sp zu beobachten, die auch von Hamburgern selbst als plattdeutscher Dialekt wahrgenommen und von den jüngeren Generationen nicht mehr derart ausgesprochen werden; nur noch sehr selten s-tolpert jemand in Hamburg über den sprichwörtlichen s-pitzen S-tein.